# Sergueï Oldenbourg
Sergueï Fiodorovitch (von) Oldenbourg (en russe : Сергей Фёдорович Ольденбург), né le 14 (26) septembre 1863 à Biankino, près de Nertchinsk, et mort le 28 février 1934 à Léningrad, est un orientaliste russe spécialisé dans l'étude du sanscrit et du bouddhisme, fondateur de l'indologie russe, et académicien de l'Académie des sciences de Russie. Il fut également ministre de l'Instruction publique pendant le gouvernement provisoire (1917).
Il est le père du journaliste historien Sergueï Sergueïevitch Oldenbourg (1888-1940) et le grand-père de la femme de lettres française d'origine russe, Zoé Oldenbourg (1916-2002).

## Biographie

### Formation
Oldenbourg descend d'une famille de la noblesse allemande du Mecklembourg, dont le grand-père, Friedrich Gustav von Oldenburg, est devenu général-lieutenant de l'Armée impériale russe et gouverneur de Brest-Litovsk. Son père, Friedrich Otto von Oldenburg (1827-1877), fervent rousseauïste, est colonel du régiment de la Garde de Moscou et prend sa retraite en 1867 avec le grade de général-major. Sa mère, née Nadejda von Berg (1833-1909), fille d'un officier d'une famille allemande de la Baltique russifiée, enseignait avant son mariage le français à l'Institut Smolny. De confession orthodoxe, elle transmet sa religion à ses fils. Sergueï et son frère Fiodor (1862-1914) sont élevés dans une atmosphère extrêmement cultivée, malgré les moyens financiers réduits de la famille, par rapport à leur milieu. Ils passent leur jeunesse en Pologne, où leur père s'est installé après sa retraite.
Sergueï Oldenbourg termine avec une médaille d'or le lycée classique de Varsovie en 1881, ensuite il poursuit ses études à la faculté des langues orientales de Saint-Pétersbourg, au département de sanscrit et de persan. Sa thèse de doctorat de troisième cycle est intitulée Aperçu de la phonétique et de la morphologie du magadhi de la langue prakrit. Il obtient son titre de magister en lettres sanscrites en 1895 grâce à sa thèse portant sur Les légendes bouddhiques. Première partie : le « Bhadrakalpavadana Jatakamala ». Pendant ses études, il fait un grand voyage à l'étranger en 1887-1889 pour étudier les manuscrits bouddhiques des bibliothèques de Londres, Cambridge et Paris.

### Professeur de l'université impériale
Sergueï Oldenbourg est nommé en 1889 privat-dozent de la faculté des langues orientales de Saint-Pétersbourg et il enseigne le sanscrit à la faculté d'histoire et de philologie de l'université impériale de Saint-Pétersbourg. Il est nommé professeur d'université en 1897. Il démissionne de l'université en 1899 en signe d'opposition au renvoi d'enseignants contestataires du régime.
Le thème principal de ses travaux universitaires concerne l'histoire, la religion, la poésie, l'art et la période antique de la civilisation indienne, mais également la littérature persane, les questions d'ethnographie et d'histoire de l'orientalisme et la littérature occidentale s'y rapportant. Il découvre ainsi des liens entre la littérature orientale et la littérature médiévale occidentale.
Il fonde en 1897 avec son ancien élève Fyodor Shcherbatskoy la collection « Bibliotheca buddhica » qui rassemble des textes bouddhistes en langue originale avec leur version traduite. Il s'y consacre jusqu'à ses derniers jours. La collection fait paraître trente tomes en plus d'une centaine d'éditions. Elle publie des textes relatifs à la tradition du « bouddhisme du Nord », en sanscrit, chinois, tibétain et mongol, avec un appareil critique et scientifique essentiellement en allemand et aussi en français et en anglais.
L'on peut distinguer parmi ses élèves Otto Rosenberg (1888-1919).

### À l'Académie impériale des sciences
Le 5 (7) février 1900, Oldenbourg est nommé adjoint (adjunct) à l'Académie impériale des sciences de Saint-Pétersbourg spécialisé dans le domaine de la littérature et de l'histoire des peuples asiatiques. Le 19 avril (2 mai) 1903, il est élu académicien extraordinaire et le 1er (14) novembre 1908, académicien ordinaire. Il est secrétaire permanent de l'Académie de 1904 à 1929. Il est à l'initiative de la fondation de la Maison Pouchkine.
En 1909-1910 et 1914-1915, il dirige des expéditions archéologiques au Turkestan oriental au cours desquelles des pièces d'archéologie bouddhiste sont découvertes et décrites. Elles sont transférées à Saint-Pétersbourg pour être restaurées et exposées au musée de l'Ermitage ou au musée Asiatique. Oldenbourg donne aussi l'impulsion à plusieurs expéditions en Asie centrale et au Tibet. Il est nommé président du département ethnographique de la Société impériale de géographie et secrétaire du département oriental de la Société archéologique russe. Enfin il est nommé directeur du musée Asiatique en 1916, après la mort de Carl Salemann.
Oldenbourg, comme son frère, est membre du parti KD favorable à un régime constitutionnel en Russie. Il est représentant de ce parti au conseil d'État en 1912-1917, en ayant été élu par les voix de l'Académie et de l'université, et se trouve en opposition avec la majorité des membres de cette institution, plutôt favorables à l'autocratie. Il est donc partisan de la révolution de février 1917.
Il est nommé pendant une courte période ministre de l'Instruction publique par Kerenski (juillet et août 1917). Il tente de mettre sur pied un institut franco-russe dans le domaine technologique et l'enseignement du français.

### À l'époque soviétique
Oldenbourg voit d'un œil défavorable la prise de pouvoir des bolchéviques et la Révolution d'Octobre, mais rapidement il décide de coopérer avec les nouvelles autorités, au nom de la science et dans l'espoir de conserver une certaine autonomie à l'Académie des sciences. Le commissaire du peuple Lounatcharski déclare même qu'Oldenbourg « s'est révélé comme l'un des maillons forts et des plus utiles entre le pouvoir soviétique et l'intelligentsia russe et internationale et qu'il a joué sur ce plan un rôle majeur. » Oldenbourg organise la première exposition sur le bouddhisme à avoir lieu en Russie. Elle se tient à Pétrograd (ex Saint-Pétersbourg) à l'été 1919.
Aussitôt après la roue tourne. En effet, il est arrêté par la Tchéka en septembre 1919 pour avoir été lié à l'ancienne élite, mais il est relâché au bout de trois semaines d'incarcération. Cette épreuve le marque et le fait vieillir de vingt ans selon ce que rapporte dans son Journal intime, l'enseignante en lettres E.P. Kazanovitch et ce qu'écrit le prince Dimitri Chakhovskoï, témoin de cette époque et ami d'Oldenbourg.
Dès lors, il s'efforce pendant les années 1920 de conserver un certain rôle à l'Académie des sciences de Léningrad (ex Saint-Pétersbourg) et de lui permettre de poursuivre de manière plus ou moins indépendante ses travaux, tout en faisant allégeance au régime. Il parvient même à faire libérer certains savants arrêtés. Il organise les cérémonies jubilaires du bicentenaire de l'Académie en 1925. Il est nommé membre-correspondant de l'Académie de Prusse et de l'Académie des sciences de Göttingen, membre d'honneur de la Société royale asiatique de Grande-Bretagne, membre de la Société asiatique de Paris, etc.
Mais les relations empirent à partir de 1928 entre l'Académie et le pouvoir soviétique tenu par Staline. Ce système de compromis feutrés est définitivement balayé et la situation empire. C'est en effet à l'automne 1929 que débute l'Affaire de l'Académie qui va durer jusqu'en 1931 et qui conduit à partir de pièces fabriquées à l'arrestation de plusieurs académiciens et au déménagement en 1934 de l'Académie des sciences d'URSS à Moscou, l'Académie des sciences de Léningrad, ne devenant plus qu'une simple filiale de Moscou.
Oldenbourg est démis de son poste de secrétaire de l'Académie à la fin d'octobre 1929 et ne demeure plus que directeur du musée Asiatique, qui prend le nouveau nom d'Institut d'études orientales, sous la surveillance étroite des autorités communistes.
Il est enterré à la passerelle des écrivains du cimetière Volkovo. Une plaque à sa mémoire se trouve sur la façade de l'immeuble où il vécut à la fin de sa vie, quai du Lieutenant Schmidt, au numéro 1 (appartement numéro 2).

## Quelques publications
- Буддийские легенды. Часть I. Bhadrakalpavadana Jatakamala [Les légendes bouddhiques. Première partie. Bhadrakalpavadana Jatakamala], Saint-Pétersbourg, 1894
- О персидской прозаической версии «Книги Синдбада»: Из сборника статей учеников проф. В. Р. Розена. [À propos de la version prosaïque persane du « Livre de Sindbad »: extraite du recueil d'articles du professeur V.R. Rosen], St.-P., 1897.
- Буддийское искусство в Индии [L'Art bouddhique en Inde], in Bulletin de l'Académie impériale des sciences de Saint-Pétersbourg, St.-P., février 1901, tome XIV, N°2
- Европа в сумерках на пожарище войны. Впечатления от поездки в Германию, Англию и Францию летом 1923 [L'Europe dans les crépuscules de l'embrasement de la guerre. Impressions de voyage en Allemagne, Angleterre et France pendant l'été 1923], Pétrograd, 1924
- Культура Индии [La Culture de l'Inde], Moscou, 1991
- Жизнь Будды, индийского Учителя Жизни: пять лекций по буддизму [La Vie du Bouddha, maître indien de la Vie: cinq leçons sur le bouddhisme], Moscou, 2010
- Письма С. Ф. Ольденбурга [Correspondance de S.F. Oldenbourg], publiée en 1995